# Pedro Lavia
Pedro Roberto Lavia  (Buenos Aires, Argentina, 1941) é um empresário argentino.

## Biografia

### Nascimento
Nasceu em 1941, na cidade de Buenos Aires, na Argentina, sendo parte de uma família de origem italiana.

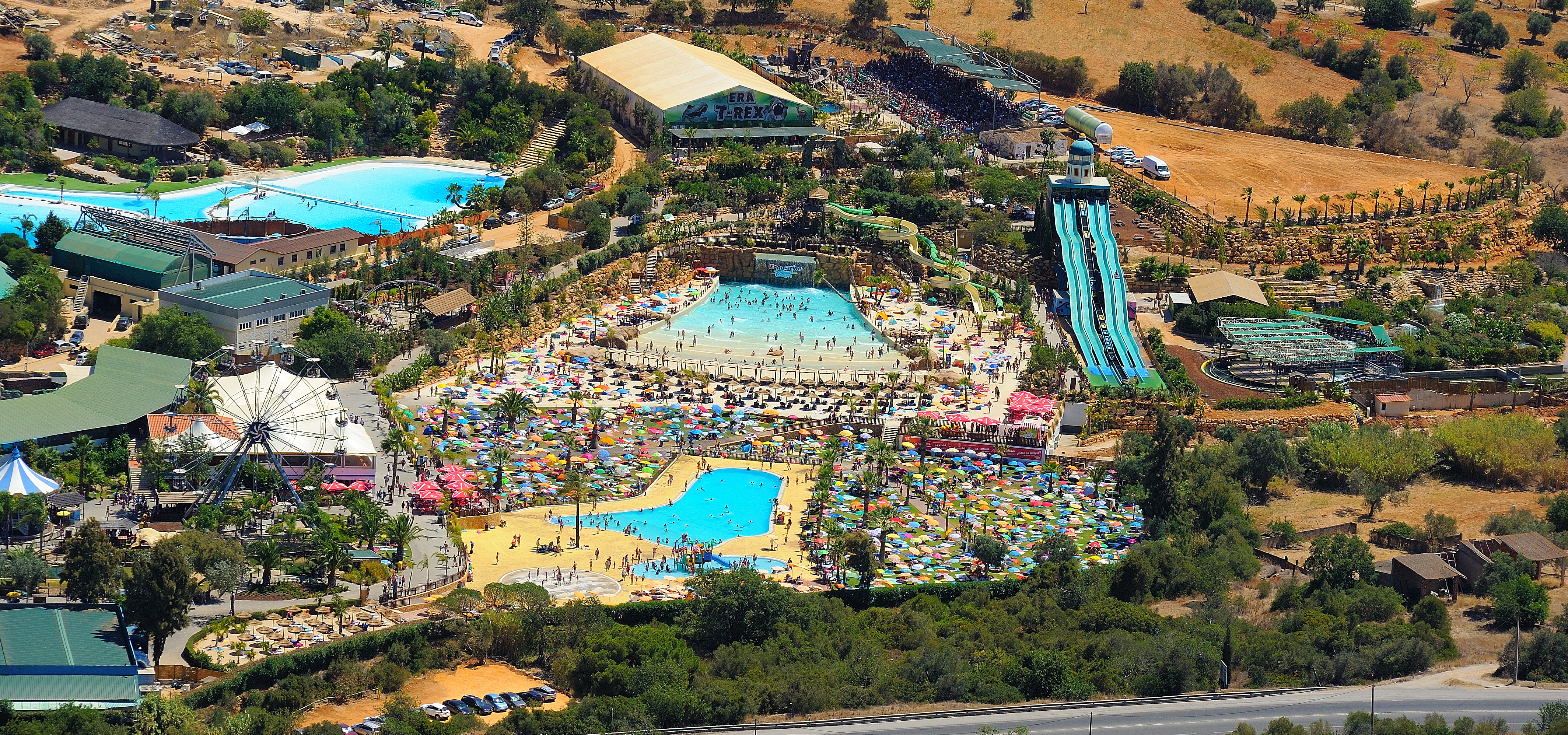
Vista aérea do parque Zoomarine.

### Carreira profissional
Iniciou a sua carreira como empresário com apenas dezassete anos de idade, quando iniciou uma fábrica de equipamentos de diversão, em conjunto com o seu irmão. Foi depois responsável por várias iniciativas de animação turística, primeiro em vários países da América Latina e posteriormente em quatro países no Sul da Europa. Nos finais da Década de 1980, organizou o Zoomarine, um parque aquático, que combina temas oceanográficos com uma componente educativa, e que foi considerado como um dos melhores a nível tanto europeu como mundial.
Em 2004, tornou-se presidente da Associação Europeia de Mamíferos Aquáticos, tendo sido o primeiro representante de Portugal a ascender àquela posição.
Em 23 de Novembro de 2018, esteve presente num evento de plantação de 5500 árvores, na Herdade de São Bom Homem, em Silves.

## Homenagens
Em 2014, foi homenageado com o prémio de carreira da International Marine Animal Trainers' Association (Associação Internacional de Treinadores de Mamíferos Marinhos), em Orlando, nos Estados Unidos da América.
Em 2019, recebeu o prémio de carreira do Publituris Portugal Travel Awards 2019, numa cerimónia realizada em 17 de Setembro daquele ano, no Hipódromo Manuel Possolo, em Cascais.